# Seznam osebnosti iz Občine Kuzma
Seznam osebnosti iz občine Kuzma vsebuje osebnosti, ki so se rodile, delovale ali umrle v občini Kuzma.
- Marko Bunderla (1983, Maribor), prevajalec nemške literature. Doma iz Kuzme. Leta 2003 je izdal pesniško zbirko Notranje uho okna.
- Matej Bunderla (1985, Maribor), saksofonist. Doma iz Kuzme, kjer je obiskoval tudi osnovno šolo.
- Ivan Cmerekar (?, Veržej), slikar. Poslikal evangeličansko cerkev na Gornjih Slavečih.
- Silva Čerpnjak (1980, Trdkova), diplomirana profesorica slovenščine in teologije. Leta 1999 je izdala pesniško zbirko Potovanje v sebi mimo življenjskih postaj, leta 2008 pa je pri založbi Genija izšla njena pravljica Kako sta šivanka in sukanec krpala streho, kjer piše o vasi Trdkova.
- Ana (Angela) Jud (30. 7. 1978, Matjaševci), novinarka in pisateljica.
- Irena Kalamar (1966, Trdkova). Ljubiteljsko piše gledališke tekste in režira.
- Dejan Klement (?, Kuzma), nanoznanstvenik in nanotehnolog. Mladi raziskovalec na Inštitutu Jožefa Stefana, trenutno zaposlen kot analitični razvojni strokovnjak pri podjetju Krka.
- Franc Krpič (?, Kuzma), napravil oltar v kapeli Srca Jezusovega na Gornjih Slavečih.
- Mirko Lenaršič (13. 11. 1882, Gornji Slaveči – 17. 8. 1966, Nyőgér (Madžarska)), duhovnik, fotograf. Na kapeli na Gornjih Slavečih ima spominsko ploščo.
- Lojze Perko (21. 4. 1909, Stari trg pri Ložu – 19. 6. 1980, Ljubljana), slikar. Poslikal cerkev sv. Kozme in Damijana v Kuzmi v sgraffito tehniki.
- Aleš Ropoša (1994, Trdkova), diplomirani delovni terapevt. Ljubiteljski pisatelj in pisec dramskih iger.
- Ludvik Škaper (19. 12. 1951, Dolič), ljubiteljski pesnik. Končal osnovno šolo v Kuzmi. Leta 2018 izdal pesniški prvenec Se še spomniš, kjer je zbranih 66 pesmi. Živi in ustvarja v Kupšincih pri Murski Soboti.
- Hašaj Adolf (1941-1993, Kuzma), lončarski mojster. Izdelava lončarskih izdelkov za vsakdanjo rabo ali okras. Opremil je tudi hotel Slon Ljubljana z skodelicami za kavo, pepelniki in ostalo lončarijo.